# Frederick Spencer Chapman
Frederick Spencer Chapman DSO & Bar, ED, britanski pedagog in pisatelj, * 10. maj 1907, † 8. avgust 1971.

## Življenjepis
Rodil se je 10. maja 1907 v Londonu. Mati, Winifred Ormond, je umrla kmalu po njegovem rojstvu in njegov oče, Frank Spencer Champman, je padel med prvo svetovno vojno. On in njegov starejši brat, Robert, sta kot siroti pristala v rejništvu duhovnika in njegove žene. Takrat je razvil zanimanje za zbiranje metuljev, divjih rož in opazovanje ptic. 
Šolal se je na Sedbergh School (Yorkshire) in s štipendijo na Kolidžu svetega Janeza (St. John's College) Univerze v Cambridgu, kjer je študiral zgodovino in angleščino. Tu se je navzel tudi adventurističnega duha, tako da je do diplomiranja opravil že več ekspedicij v tujini, med drugim v Alpe in Islandijo. 
Po študiju je več let (1930-31 in 1932-33) preživel na Grenladiji kot član dveh ekspedicij, ki sta iskali možne zračne poti za letalske polete med Evropo in Ameriko. Deloval je kot geodet, smučarski strokovnjak in ornitolog. V tem času je dokazal še usposobljenost za fotografiranje. Napisal je tudi uradne monografije obeh ekspedicij: Northern Lights (1932) in Watkins' Last Expedition (1934) ter tudi naredil film Northern Lights. Po vrnitvi je pričel s predavanji o Arktiki, kar je nadaljeval še pozneje v življenju. 
Nato se je posvetil učenju; zaposlil se je na Aysgarth Preparatory School (Yorkshire), a se je nato ž leta 1936 pridružil himalajski ekspediciji. Tu je spoznal Basila Goulda, političnega častnika za Sikim, Butan in Tibet, kateru mu je ponudil, da postane njegov zasebni tajnik med odpravo v Lhaso v letu 1936-37. V tem času se je seznanil tudi z vojaško-obveščevalno dejavnostjo, saj je med misijo dešifriral telegrame, izdeloval filme in fotografije, zbiral vzorce lokalne flore in favne, izvajal geodetske naloge in zasebne naloge za Goulda ter pisal uradni dnevnik misije. V tem času je zbral tudi dovolj materiala za naslednji dve knjigi: Lhasa: The Holy City (1938) in Helvellyn to Himalaya (1940).
Leta 1938 se je ponovno vrnil k učenju, tokrat na Gordonstoun School (Škotska). Zaradi bližajoče druge svetovne vojne je bil vpoklican v aktivno vojaško službo; sprva je opravljal naloge v Veliki Britaniji, nato pa je septembra 1941 postal poveljnik gverilske šole v Singapurju. Nato je bil poslan v japonsko zaledje, da organizira izvidniške in sabotažne operacije. V tej vlogi se je izkazal, tako da je naslednja tri in pol leta (1942-45) preživel v malajski džungli. Ob koncu vojne je bil povišan v podpolkovnika in bil odlikovan s DSO (1944) & Bar (1946). Svoje medvojne izkušnje je opisal v izredno uspešni knjigi The Jungle is Neutral (1948). 
Po drugi svetovni vojni se je poročil s Faith Mary Townson in postal direktor Outward Bound Trust. Nato se je ponovno vrnil k učenju in sicer je postal ravnatelj več šol: British Forces' King Alfred School v Plönu, Zahodna Nemčija (1948-52), St. Andrew's College, Grahamstown, Južnoafriška republika in Pestalozzi Children's Village for displaced children in Sedlescombe, Sussex (1962-66). Zadnja leta življenja je bil zaposlen kot nadzornik Wantage Halla na Univerzi Reading, kjer je 8. avgusta 1971 storil samomor.

## Nagrade in odlikovanja
- arktična medalja (1931),
- Gillova spominska medalja (Kraljeva geografska družba, 1941),
- medalja Mungo Park (Kraljeva škotska geografska družba, 1948),
- Sunday Times Special Award and Gold Medal (1949),
- Spominska medalja Lawrenca Arabskega (Kraljeva centralnoazijska družba, 1950).

## Dela
- Northern Lights . London: Chatto & Windus, 1932.
- Watkins' Last Expedition . London: Chatto & Windus, 1934.
- Lhasa: The Holy City . London: Chatto & Windus, 1938.
- Helvellyn to Himalaya . London: Chatto & Windus, 1940.
- Memoirs of a Mountaineer (skupna ponovna izdaja del Lhasa: The Holy City and Helvellyn to Himalaya ). London: The Reprint Society and Chatto & Windus, 1945.
- The Jungle is Neutral . London: Chatto & Windus, 1948.
- Living Dangerously . London: Chatto & Windus, 1953.
- Lightest Africa . London: Chatto & Windus, 1955.